# Bộ Lan
Bộ Lan hay bộ Phong lan (danh pháp khoa học: Orchidales) là một bộ thực vật một lá mầm mà trong các hệ thống phân loại cũ được coi là một bộ, nhưng trong phân loại mới nhất của APG thì nó chỉ được coi là một phần của bộ Măng tây (Asparagales).
Tên gọi này là tương đối gần đây, do các hệ thống cũ hơn sử dụng danh pháp thực vật miêu tả cho bộ chứa các loài lan. Các hệ thống Bentham & Hooker cũng như Engler đưa các loài lan vào bộ Microspermae trong khi hệ thống Wettstein coi chúng như là bộ Gynandrae. Định nghĩa của bộ này thay đổi theo hệ thống phân loại được sử dụng. Mặc dù phần lớn của bộ này chỉ chứa các loài lan (thông thường chỉ trong một họ, nhưng đôi khi được tách ra thành nhiều họ, như trong hệ thống Dahlgren, xem dưới đây), và đôi khi các họ khác cũng được thêm vào.

## Vấn đề phân loại
Trong một số phân loại cũ trước đây, nó được chia ra thành các họ sau:
- Thismiaceae: Hiện nay được coi là cùng một kiểu với họ Burmanniaceae và được đưa vào trong họ này. Họ này lại thuộc về bộ khác là bộ Củ nâu (Dioscoreales).
- Orchidaceae: Họ này được phân chia thành vài phân họ, và sau đó thành các tông, phân tông, và sau đó là các chi. Sáu phân họ sau được công nhận:
  - Phân họ Apostasioideae: đơn ngành (Apostasia và Neuwiedia)
  - Phân họ Cypripedioideae: đơn ngành (4 chi)
  - Phân họ Epidendroideae: bao gồm gần như 80% các loài đơn ngành
  - Phân họ Orchidoideae: được coi là đa ngành; phần lớn các loài lan (750 chi), có thể tách ra thêm thành một phân họ mới là phân họ Spiranthoideae
  - Phân họ Vandoideae: đơn ngành
  - Phân họ Vanniloideae: đôi khi được coi là một phân họ riêng rẽ nhưng từ quan điểm của các nghiên cứu phân tử thì nó gần như tương tự như hai phân họ Epidendroideae và Orchidoideae. Phân họ này là một nhánh lưỡng phân cơ sở của loại lan chỉ có một nhị.

### Takhtajan
- Bộ Orchidales
Họ Orchidaceae

### Cronquist 1981
- Bộ Orchidales
Họ Burmanniaceae
Họ Corsiaceae
Họ Geosiridaceae
Họ Orchidaceae

### Dahlgren
- Bộ Orchidales
Họ Apostasiaceae
Họ Cypripediaceae
Họ Neuwiediaceae
Họ Orchidaceae

### Thorne 1992
- Bộ Orchidales
Họ Orchidaceae

### APG
Bộ này không được công nhận trong hệ thống APG II, người ta đưa nó vào bộ Asparagales.